# Ptychoglossus nicefori
Ptychoglossus nicefori là một loài thằn lằn trong họ Gymnophthalmidae. Loài này được Loveridge mô tả khoa học đầu tiên năm 1929.